# Rino Alaimo
Rino Alaimo (Agrigento, 31 dicembre 1982) è uno scrittore, illustratore e regista italiano.

## Biografia
La rivista statunitense Publishers Weekly ha scritto di Rino Alaimo: “È evidente che si tratti di un fine artigiano in entrambi i media dell'illustrazione e del cinema"
Alaimo inizia la sua carriera come Videomaker e animatore stop motion, nel 2006 vince la sezione cinema del concorso romano MArteLive con il cortometraggio A milioni di chilometri dalla terra, realizzato animando vecchi giocattoli.
Nel 2012 con il cortometraggio d'animazione The boy and the moon da lui scritto e realizzato vince il premio GIOTTO SUPER BE-BÈ alla 42ª edizione del Giffoni Film Festival con la seguente motivazione "Per l'originalità del trattamento e delle tecnica utilizzata, capaci di esprimere al meglio la creatività italiana. Per la capacità di accompagnare lo spettatore in un viaggio appassionante che sembra condurre verso la felicità, fil rouge di questa edizione del Giffoni Film Festival".
Il corto è stato distribuito principalmente attraverso festival cinematografici statunitensi dove, tra gli altri, nel 2014 è stato ospite al Roy and Edna Disney theatre di Los Angeles durante l'evento REDCAT.
Nel 2015 l'editore americano Familius ha pubblicato un albo illustrato tratto dal cortometraggio con il titolo The boy who loved the moon. Il libro è attualmente tradotto in 8 lingue tra cui cinese.
In Taiwan l'opera è stata adottata da scuole, asili e dalla Facoltà di Filosofia di Taipei come materiale per corsi di pedagogia.
Nel 2017 i primi due libri di Alaimo sono diventati libri interattivi.
The boy who loved the moon è stato pubblicato in Italia nel novembre del 2016 dalla casa editrice spagnola Picarona con il titolo Il bambino che amava la luna.
Nel 2017 Alaimo ha pubblicato altri due libri, Like a shooting star negli Stati Uniti edito da Familius e Princesse du ciel in Francia edito da Gautier-Languereau - Hachette
Princesse du ciel è il prequel di The boy who loved the moon.

## Opere
Cinema
- The boy and the moon (2012) - cortometraggio d'animazione[16]

Libri
- Il bambino che amava la luna (2015)[17]
- Come una stella cadente (2017)[18]
- la principessa del cielo (2017)[19]